# 2024年P. LEAGUE+新人選秀會
2024年P. LEAGUE+新人選秀會為P. LEAGUE+（PLG）在2024-25賽季開打之前舉辦的第四屆新人選秀會，於2024年7月12日舉行。本屆新人選秀會共有46人參與，最終有11人獲選，由外籍生莫巴耶成為選秀狀元。
本屆新人選秀會各隊不管隊上外籍生球員的註冊情況，都有資格挑選至多一名外籍生球員。
本屆新人選秀會原定7月10日舉辦。7月1日，新聯盟籌備委員會邀請P. LEAGUE+與T1聯盟共同舉辦的新人選秀會，原先兩聯盟規劃的新人選秀會暫停舉行。7月8日，臺北富邦勇士、桃園璞園領航猿與高雄17直播鋼鐵人發表聲明退出新聯盟籌備，續留P. LEAGUE+並與聯盟一同準備新賽季，P. LEAGUE+宣布於7月12日進行新人選秀會。

## 選秀結果
| →           | 順序一          | 順序二 | 順序三            | 順序四 | 順序五 |
| [ 2 ] [ 5 ] | 鋼鐵人          | 獵鷹   | 勇士              | 領航猿 | 獵鷹   |
| ----------- | --------------- | ------ | ----------------- | ------ | ------ |
| 第一輪      | （勇士） 莫巴耶 | 李允傑 | （鋼鐵人） 馬克斯 | 陳力生 | 張志豪 |
| 第二輪      | 莊朝勝          | 放棄   | （鋼鐵人） 王凱裕 | 放棄   | 不適用 |
| 第三輪      | 汪哲宇          | 不適用 | 江均              | 不適用 | 不適用 |
| 第四輪      | 林心翔          | 不適用 | 放棄              | 不適用 | 不適用 |
| 第五輪      | 朱育君          | 不適用 | 不適用            | 不適用 | 不適用 |
| 第六輪      | 放棄            | 不適用 | 不適用            | 不適用 | 不適用 |

| G | 後衛 | F | 前鋒 | C | 中鋒 |

| 輪次 | 總順位 | 球員   | 位置 | 選中球隊                              | 最後籃球資歷         |
| ---- | ------ | ------ | ---- | ------------------------------------- | -------------------- |
| 1    | 1      | 莫巴耶 | F    | 臺北富邦勇士 （來自高雄17直播鋼鐵人） | 國立政治大學         |
| 1    | 2      | 李允傑 | G    | 台鋼獵鷹                              | 國立政治大學         |
| 1    | 3      | 馬克斯 | F    | 高雄17直播鋼鐵人 （來自臺北富邦勇士） | 國立虎尾科技大學     |
| 1    | 4      | 陳力生 | G    | 桃園璞園領航猿                        | 國立體育大學         |
| 1    | 5      | 張志豪 | G    | 台鋼獵鷹                              | 國立臺灣體育運動大學 |
| 2    | 6      | 莊朝勝 | G    | 高雄17直播鋼鐵人                      | 國立政治大學         |
| 2    | 7      | 王凱裕 | G    | 高雄17直播鋼鐵人 （來自臺北富邦勇士） | 國立政治大學         |
| 3    | 8      | 汪哲宇 | F    | 高雄17直播鋼鐵人                      | 國立臺灣科技大學     |
| 3    | 9      | 江均   | F    | 臺北富邦勇士                          | 輔仁大學             |
| 4    | 10     | 林心翔 | G    | 高雄17直播鋼鐵人                      | 國立臺灣師範大學     |
| 5    | 11     | 朱育君 | G    | 高雄17直播鋼鐵人                      | 國立高雄師範大學     |

- 參考資料：[7][8][9]

## 選秀權交易
1. 1 2 3 4 5 6  2024年7月12日，高雄17直播鋼鐵人與臺北富邦勇士進行交易[6]：
  - 高雄17直播鋼鐵人獲得陳范柏彥、2024年新人選秀會第一輪選秀權與第二輪選秀權
  - 臺北富邦勇士獲得2024年新人選秀會第一輪選秀權

## 體能測試會
2024年7月3日，在國立臺灣藝術大學舉行體能測試會，與T1聯盟共同舉辦聯合體測會，共有40名本土與8名外籍生參加聯合體測會。
- 汪哲宇
- 盧卡（外籍生）
- 凱德爾（外籍生）
- 林展右
- 魏莨哲
- 洪瑋澤
- 雷蒙恩
- 林嘉隆
- 余維豪
- 奧斯曼（外籍生）
- 彭柏樺
- 王家昌
- 阿美（外籍生）
- 王書府
- 鄭凱錡
- 陳力生
- 馬克斯（外籍生）
- 高偉綸
- 江均
- 蔡宸綱
- 哈特威克（外籍生）
- 陳冠中
- 莊博元
- 林鈺哲
- 莫巴耶（外籍生）
- 杜拉米（外籍生）
- 李允傑
- 莊朝勝
- 王凱裕
- 朱育君
- 徐宇煇
- 史承平
- 李定謀
- 蒲國倫
- 巫紹齊
- 林心翔
- 曾銘偉
- 伊磊斯巴瓦瓦隆
- 鄭皓哲
- 陳將
- 許瀚承
- 周思佑
- 周世加
- 潘念龍
- 顏宗瑋
- 張志豪
- 周駿澔
- 廖啟宏

## 選秀報名
2024年6月13日，為本屆新人選秀會的報名截止日。6月13日，聯盟宣佈共有42人報名，40人符合選秀資格。7月10日，聯盟宣佈以聯合體測會名單作為最終選秀名單，名單共有48人。7月12日，選秀會當天，聯盟表示陳將、蔡宸綱、陳冠中與朱育君缺席選秀會，但仍然擁有選秀資格，而魏莨哲與雷蒙恩退出選秀：
- 汪哲宇
- 盧卡（外籍生）
- 凱德爾（外籍生）
- 林展右
- 洪瑋澤
- 林嘉隆
- 余維豪
- 奧斯曼（外籍生）
- 彭柏樺
- 王家昌
- 阿美（外籍生）
- 王書府
- 鄭凱錡
- 陳力生
- 馬克斯（外籍生）
- 高偉綸
- 江均
- 蔡宸綱
- 哈特威克（外籍生）
- 陳冠中
- 莊博元
- 林鈺哲
- 莫巴耶（外籍生）
- 杜拉米（外籍生）
- 李允傑
- 莊朝勝
- 王凱裕
- 朱育君
- 徐宇煇
- 史承平
- 李定謀
- 蒲國倫
- 巫紹齊
- 林心翔
- 曾銘偉
- 伊磊斯巴瓦瓦隆
- 鄭皓哲
- 陳將
- 許瀚承
- 周思佑
- 周世加
- 潘念龍
- 顏宗瑋
- 張志豪
- 周駿澔
- 廖啟宏

## 外部連結
- YouTube上的PLG Draft 2024
- . P. LEAGUE+.   [2024-06-11]. （原始内容存档于2024-06-04）.
- (PDF). P. LEAGUE+.   [2024-08-22]. （原始内容存档 (PDF)于2024-07-05）.
- (PDF). P. LEAGUE+.   [2024-08-22]. （原始内容存档 (PDF)于2025-01-10）.
- (PDF). P. LEAGUE+.   [2024-08-22].
- (PDF). P. LEAGUE+.   [2024-08-22]. （原始内容存档 (PDF)于2024-07-04）.